# Aio de Frioul
Aio de Frioul (en latin, Aio [dux] Foroiuliensis ; en italien, Aione del Friuli) fut duc de Frioul, présumément de 808 à 817.

## Biographie
Noble lombard, il avait participé dans sa jeunesse à la révolte du duc de Frioul Rotgaud qui, hostile à Charlemagne, avait tenté de se soustraire à la suzeraineté franque. Mais la défaite et l'élimination du duc rebelle en 776 avait obligé Aio à quitter le royaume d'Italie et à se réfugier chez les Avars, en actuelle Hongrie, où il sera capturé par les Francs vingt ans plus tard, lors de la guerre menée par Charlemagne contre les Avars. Pourtant, il obtiendra en 799 le pardon de l'empereur carolingien et la restitution de ses domaines dans le Frioul, à Vicence et à Vérone.
Quelques années plus tard, Aio est un comes et un missus dominicus qui apparaît lors d'un plaid, au procès qui oppose en 804 les habitants de l'actuel village de Rižana en Istrie, au duc local à propos de nouvelles taxes.
En 808, il est nommé duc de Frioul aux dépens d'Onfroy de Thurgovie.
Selon Éginhard, il fait partie en 811 des missi dominici envoyés à Byzance par Charlemagne pour confirmer la paix (Pax Nicephori) avec l'empereur byzantin Nicéphore Ier.
Il apparaît pour la dernière fois en 816 dans une charte de l'empereur Louis le Pieux qui confirme son droit de propriété à Cividale, Vicence et Vérone.

## Descendance
D'une épouse inconnue il eut au moins trois enfants, trois fils mentionnés dans une charte datée du 7 juillet 809 :
- Alboïn, qui reçut des domaines dans le Frioul et à Vicence ;
- Ingobert, possessionné à Vicence ;
- Agisclaf, qui reçut des propriétés à Vérone.

## Sources
- Éginhard, Vie de Charlemagne
- Annales de Fulda